# Sawadi-Inseln
Die Sawadi-Inseln (arabisch جزر السّوادي, DMG Ǧuzur as-Sawādī), nicht zu verwechseln mit den dschibutischen Sawabi-Inseln, sind eine zu Oman gehörige kleine Inselkette rund 600 Meter nördlich der namensgebenden Landspitze Ras Sawadi an der al-Batina-Küste westlich der Stadt Barka. Die sieben Inseln erstrecken sich über eine Länge von 3200 Metern.
Das westliche Ende der ad-Dimaniyat-Inseln liegt rund 17 Kilometer nordöstlich.

## Geographie
Dschabal ‘Add (جبل عد), die auch Sawadi-Insel (جزيرة السوادي) genannt wird, ist die größte, östlichste und küstennächste der sieben Inseln. Sie ist über 1100 Meter lang, erreicht ihre größte Breite von 440 Metern nahe ihrem östlichen Ende und weist eine Fläche von 21 Hektar auf. Auf der höchsten Erhebung steht auch ein Beobachtungsturm, knapp 60 Meter vor dem Steilabfall zu der 120 Meter entfernten Küste. Neben dem Turm befindet sich ein Helipad. Die Insel erreicht eine Höhe von 87 Metern, während die übrigen sechs Inseln der Gruppe zwischen 15 und 37 Meter hoch sind. Die Flächen der Inseln schwankt zwischen 800 Quadratmetern (0,08 Hektar) und 21 Hektar.
| Insel                   | arabisch         | Fläche ha | Lage                              | Bemerkungen                                 |
| ----------------------- | ---------------- | --------- | --------------------------------- | ------------------------------------------- |
| Dschabal ‘Add           | جبل عد           | 21        | 23° 47′ 13,0″ N, 057° 47′ 45,0″ O | Hauptinsel, östlichste und südlichste Insel |
| Dschazīrat Dschabal     | جزيرة جبل        | 0,7       | 23° 47′ 29,2″ N, 057° 47′ 12,4″ O |                                             |
| Dschazīrat Dschuzair    | جزيرة جزير       | 0,9       | 23° 47′ 22,3″ N, 057° 47′ 00,7″ O |                                             |
| Dschazīrat ad-Dīmānīyāt | جزيرة الديمانيات | 0,1       | 23° 47′ 26,5″ N, 057° 46′ 57,1″ O | kleinste der sieben Inseln                  |
| Maqbara                 | مقبرة            | 2,9       | 23° 47′ 13,4″ N, 057° 46′ 58,2″ O | zweitgrößte Insel                           |
| Dschazīrat al-‘Alīm     | جزيرة العليم     | 0,2       | 23° 47′ 27,5″ N, 057° 46′ 37,5″ O |                                             |
| Dschazīrat Qat‘a        | جزيرة قطعة       | 0,8       | 23° 47′ 41,6″ N, 057° 46′ 25,1″ O | nördlichste und westlichste Insel           |
| Dschuzur as-Sawādī      | جزر السّوادي      | 27        | 23° 47′ 20,0″ N, 057° 47′ 03,0″ O | Inselkette (7 Inseln)                       |